# Pedicularis confluens
Pedicularis confluens är en snyltrotsväxtart som beskrevs av Tsoong. Pedicularis confluens ingår i släktet spiror, och familjen snyltrotsväxter. Inga underarter finns listade i Catalogue of Life.